# ひがしのひとし
ひがしのひとし（本名 東野人志、別名 東野ひとし、1948年 - 2014年5月14日）は、1960年代から活動しているフォークシンガー。京都で古川豪、高田渡、中川五郎らと親交を深める。鍼灸師という肩書きもある。

## 略歴
1970年8月8日〜9日の第2回中津川フォークジャンボリーに参加して「鼻毛の伸長度に関する社会科学的考察」を歌う。この模様は、『中津川フォークジャンボリー1971』（ベルウッド）に両者とも収録されている。
URCレコードから、大量のアーティストが移籍した後も、同社のディレクターとして、古川豪とともに残留して、宮里ひろし、中島光一、よしだたかしらを発掘しデビューにつなげている。
1975年URCレコードから『マクシム～無頼のシャンソニエ』でアルバムデビュー。収録曲“シャンソンを歌おう”では古川豪がバンジョーで参加。その他に、豊田勇造、江間あんぬらがバッキングして、シャンソンをテーマにしつつも、ジャジーでシニカルな、フォークソングを展開している。ジョルジュ・ブラサンスや西岡恭蔵の作品も取り上げられている。また、オムニバスアルバム、『関西フォークの歴史2』『続関西フォークの歴史』（ともにURCレコード）には、ハナゲの歌（スタジオバージョン）、こがねの雨（新録）、このハイウェイを下って、を収録。
1977年には、セカンドアルバム『初めてのシャンソン』（URCレコード）をリリース。屁負比丘尼（へおいびくに）など、インパクトの強いナンバーを収録。また、毎日放送（MBS）で、ラジオ番組のパーソナリティ、レポーターを務めた。80年代は京都で居酒屋を経営。ライター兼編集者としても活躍した。
2000年代初頭、26年振りのサードアルバム『水の記憶』（2003年 オフノート）を発表した。
古川豪・宮里ひろし・渡辺勝・オクノ修・中川五郎・藤村直樹などとオムニバスアルバムのフォークパルチザン『瓶の中の球体』（オフノート）をリリース。小川のほとり、学校で何を習ったの（高石ともやの作品のカバー曲。）などを収録。
古川豪、中山ラビ、豊田勇造、三浦久らと、『七夕コンサート』を毎年ひらいている。
2014年5月14日、肺炎のため大阪市内の病院で死去。享年65歳。

## ハナゲの唄
作詞・作曲した「鼻毛の伸長度に関する社会科学的考察」は、「ハナゲの唄」として、山本厚太郎のグループ「ソルティー・シュガー」がカヴァーして（アルバム『茶歌集』（ソウルフィット）に収録）、小ヒットしていた曲。

## ディスコグラフィ

### アルバム

#### オリジナル・アルバム
| 発売日        | アルバム | レーベル          | 規格        | 規格品番    | 備考                                                    |
| URCレコード   | URCレコード | URCレコード       | URCレコード | URCレコード | URCレコード                                             |
| ------------- | --- | ----------------- | ----------- | ----------- | ------------------------------------------------------- |
| 1975年12月    | マクシム～無頼のシャンソニエ A面 1. シャンソンを唄おう 2. マクシム 3. この唄を貴方に捧げます 4. 悲しいピエロ (ピエロと少年) 5. 夕暮れ B面 1. ポルノグラフ 2. 生まれて始めてのことを女はされる (愛情13) 3. ゴリラ 4. あるギターひきの物語 5. ジョルジュブラッサンスに | URCレコード       | LP          | URH-5001    |                                                         |
| 2014年8月27日 | マクシム～無頼のシャンソニエ A面 1. シャンソンを唄おう 2. マクシム 3. この唄を貴方に捧げます 4. 悲しいピエロ (ピエロと少年) 5. 夕暮れ B面 1. ポルノグラフ 2. 生まれて始めてのことを女はされる (愛情13) 3. ゴリラ 4. あるギターひきの物語 5. ジョルジュブラッサンスに | GREENWOOD RECORDS | HQCD        | GRCL-6031   | デジタルリマスター、URC"最後の蔵出し"復刻初CD化シリーズ |
| 1977年3月25日 | 初めてのシャンソン A面 1. はじめてのシャンソン 2. 仲間を先に 3. フーテン楽士とお姫様 4. 蝶々とり 5. サンタじじいとフーテン娘 6. 悪評芬々 B面 1. おせいさん 2. 雀 3. 道化芝居 4. シャンソン 5. 屁負比丘尼 6. おやすみ                                                 | URCレコード       | LP          | UX-5005     |                                                         |
| 1977年3月25日 | 初めてのシャンソン A面 1. はじめてのシャンソン 2. 仲間を先に 3. フーテン楽士とお姫様 4. 蝶々とり 5. サンタじじいとフーテン娘 6. 悪評芬々 B面 1. おせいさん 2. 雀 3. 道化芝居 4. シャンソン 5. 屁負比丘尼 6. おやすみ                                                 | Toho Records      | LP          | THL-1952    |                                                         |
| 2014年8月27日 | 初めてのシャンソン A面 1. はじめてのシャンソン 2. 仲間を先に 3. フーテン楽士とお姫様 4. 蝶々とり 5. サンタじじいとフーテン娘 6. 悪評芬々 B面 1. おせいさん 2. 雀 3. 道化芝居 4. シャンソン 5. 屁負比丘尼 6. おやすみ                                                 | GREENWOOD RECORDS | HQCD        | GRCL-6032   | デジタルリマスター、URC"最後の蔵出し"復刻初CD化シリーズ |
| オフノート    | |                   |             |             |                                                         |
| 2003年5月18日 | 水の記憶～この世の涯の泉のほとりで 1. ぼくのからだを流すのは水 2. 奇妙な星で 3. ぼくはさすらった 子供の頃 4. いつか還る空 5. 何も知らずに 6. アルコールの唄 7. 花 8. 海 9. カメのいる夜 10. 風と雲と空 11. ぼくのからだを流すのは水 12. 水のささやき                 | オフノート        | CD          | ON-42       |                                                         |

#### オムニバス・アルバム
- 1970年全日本フォークジャンボリー（1997年9月26日、ベルウッドレコード、KICS-8133）

## 関連人物・項目
- 高石ともや
- 岡林信康
- 三上寛
- 早川義夫
- 休みの国
- 金子光晴
- 南正人
- 加川良
- 山平和彦

## 注
1. ↑  『現代物故者事典2012～2014』（日外アソシエーツ、2015年）p.479
2. ↑  「古川豪に見たフォークの健在」 - 本間健彦（『街から』96号・2008年10月、街から舎）
3. ↑  東野人志氏死去　シンガー、「ハナゲの…」 京都新聞 2014年5月30日